# ASV St. Margarethen/Lavanttal
Der ASV St. Margarethen/Lavanttal ist ein Fußballverein aus Wolfsberg in Kärnten. Die Herrenabteilung wurde am 7. April 1994 gegründet, Das Frauenteam spielte von 2003 bis 2006 und 2008/09 in der höchsten Frauenliga Österreichs. Die Herrenmannschaft spielt zurzeit in der 2. Klasse C.

## Männerfußball
Die Herrenmannschaft spielt seit der Saison 2006/07 in der 1. Klasse D.

## Frauenfußball
Geschichte
Die Frauenmannschaft stieg in der Saison 2000/01 in die damalige Landesliga Kärnten auf, wurde in der Saisonen 2001/02 und 2002/03 Kärntner Meister und spielte von der Saison 2003/04 bis zur Saison 2005/06 und in der Saison 2008/09 in der höchsten Frauenliga Österreichs. In der Saison 2009/10 wurde die Frauenmannschaft Sechster in der 2. Liga Süd und löste sich auf und die Spielerinnen kamen in anderen Vereinen unter: SC Feldkirchen, FC St. Veit etc. Im Juni 2013 gründete sich der reine Frauenverein Carinthians Soccer Women.
Titel und Erfolge
- 3 × Meister der 2. Liga: 2002, 2003, 2008
- 1 × Kärntner Meister: 2001